# Humat ad-Diyar
Humat ad-Diyar, eller Humat al-Diyar, (arabiska: حُمَاةَ الدِّيَار, "Hemlandets försvarare") är Syriens nationalsång. Texten skrevs av Khalil Mardam Bey (1895-1959) och musiken av Mohammed Flayfel (1899-1985), som också skrev Palestinas nationalsång Biladi, liksom många andra kända arabiska folksånger. Humat ad-Diyar antogs 1936, då Syrien fortfarande var fransk koloni. Under Förenade arabrepublikens existens 1958-1961 användes Walla Zaman Ya Selahy (O, mitt vapen!) som nationalsång, men efter unionens upplösning återtogs Humat ad-Diyar.
| ”                                    | Hemlandets försvarare; frid vare med er! Våra stolta själar, kommer ej kunna kuvas! | „ |
| – Humat ad-Diyars fyra första rader. |                                                                                     |   |